# Sabatarianie
Sabatarianie, sabatajanie, sabatyści – ugrupowania chrześcijańskie, których praktyki religijne nawiązywały do tradycji żydowskiej (głównie w liturgii), a dzień święty obchodziły w sobotę. Grupy sabatarian istniały, dla przykładu, w Finlandii w XV wieku, na Morawach w XVI wieku, w Rosji (subbotniki) i na Węgrzech (sabatarianizm szeklerski). Od XVII wieku sabatarianizm wyznawał odłam baptystów dnia siódmego w Anglii i Ameryce, który wpłynął na niektóre grupy adwentystów.